# میمون سنجابی معمولی
میمون سنجابی معمولی (نام علمی: Saimiri sciureus) نام یک گونه از سرده خزمیمون است.

## نگارخانه

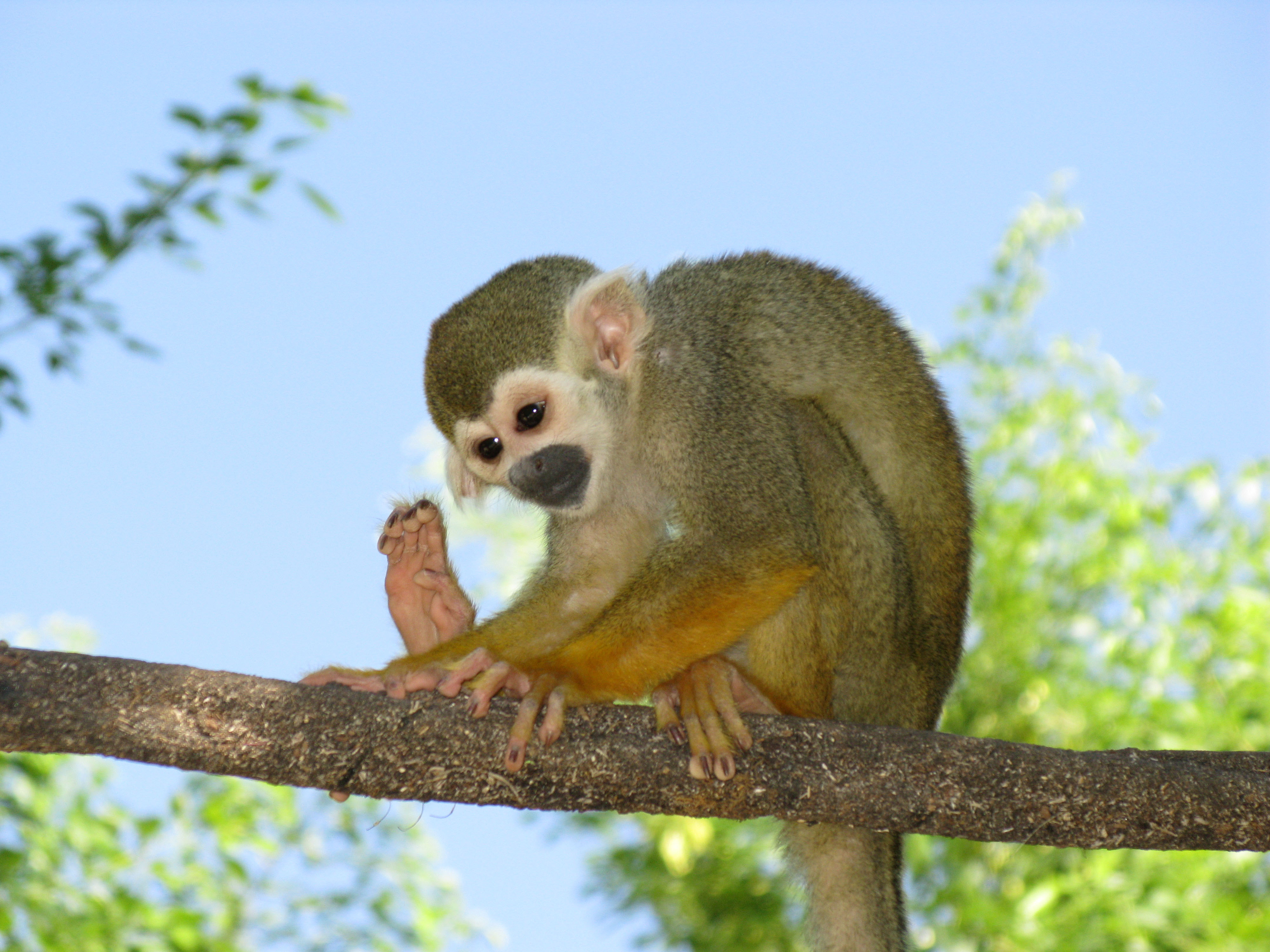
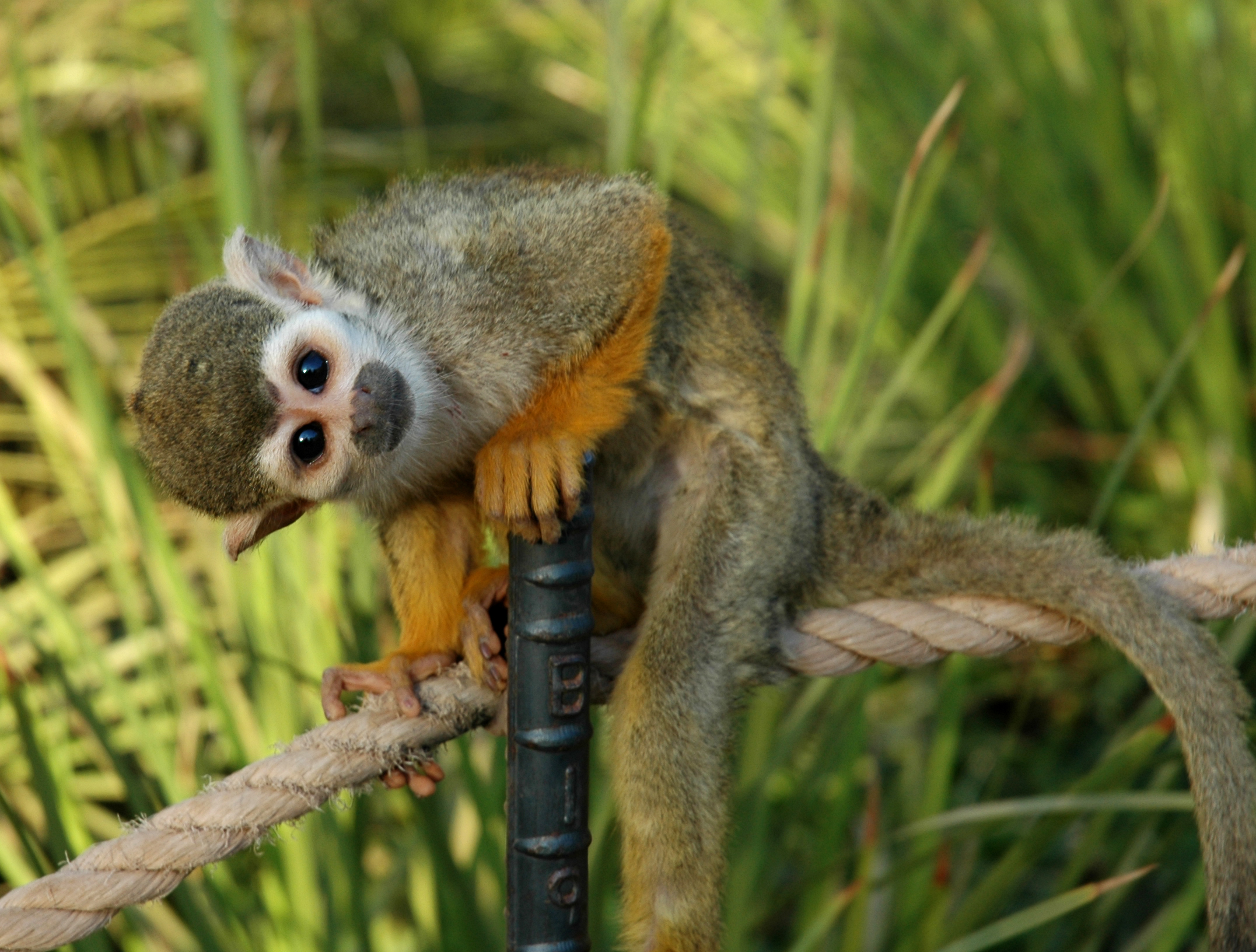
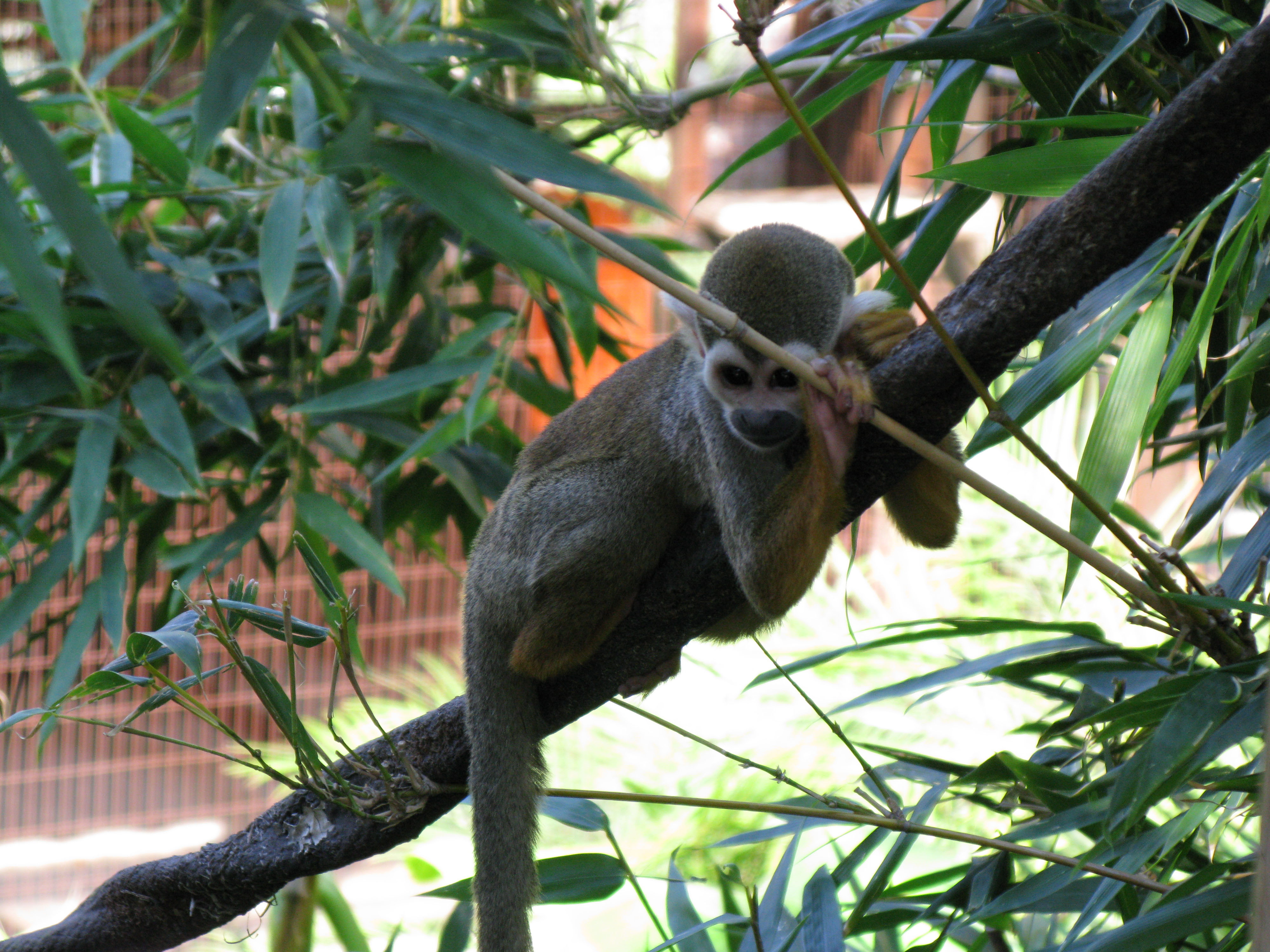